# Schulmuseum Bern in Köniz
Das Schulmuseum Bern, mit Standort Köniz bei Bern, widmet sich der Schweizer Schulgeschichte seit dem 17. Jahrhundert. Seine Sammlung umfasst rund 80'000 Objekte, die hier bewahrt und öffentlich zugänglich gemacht werden. Durch Sammlung, Erforschung, Präsentation und Vermittlung fördert das Schulmuseum das allgemeine Verständnis für das Kulturgut Schule. Das Schulmuseum Bern hat sich seit seiner Gründung weiterentwickelt. Seine Vermittlungstätigkeit beruht auf drei Säulen (Stand 2025): der Historischen Lernwelt, dem SchulSchaulager und der Schulgeschichtlichen Forschung. Die Pflege des schulischen Kulturguts bezweckt immer auch den Blick nach vorne – die Gestaltung der Schule von morgen.
Die Historische Lernwelt macht Unterricht, wie er früher war, im historischen Rahmen erlebbar. Hier setzt man sich nicht nur sprichwörtlich auf die lange Bank und hinters Pult. «Lehrgotten» und «Schulmeister» unterrichten nach Lehrmethoden aus früheren Zeiten und zu Themen, die heute aus der Mode gekommen sind – oder auch nicht.
Das SchulSchaulager – versteht sich als offenes Lager, Ausstellungs- und Forschungsplattform: ein Labor zum Forschen, Erleben und Teilhaben. Mit wechselnden Ausstellungen und Vermittlungsangeboten ermöglicht es einer breiten Öffentlichkeit und Fachwelt den direkten Zugang zur Sammlung.
Die Schulgeschichtliche Forschung ist ein Ort der Arbeit mit schulhistorischen Quellen und Artefakten. Sie erlaubt Recherchen zur Kultur des Lehrens und Lernens in der Institution Schule der vergangenen Jahrhunderte. Sie steht Angehörigen der Hochschulen, Lehrpersonen und der interessierten Öffentlichkeit offen, um schulgeschichtliche Themen zu bearbeiten.
Die Geschichte des Schulmuseum Bern beginnt mit dem Lehrer Kurt Hofer (1944–2017), der ein Leben lang mit Leidenschaft und Pioniergeist schulisches Kulturgut sammelte. Seit 2007 ist das Schulmuseum Bern als Stiftung organisiert und seit 2008 im Haberhuus auf Schloss Köniz beheimatet (Sammlungsdepot im ehemaligen Notspital Köniz). Aus Anlass des Umzugs der Sammlung an den neuen Standort an der Sägestrasse 65 in Köniz hat der Stiftungsrat das Schulmuseum 2025 neu ausgerichtet.